# Pteraster flabellifer
Pteraster flabellifer is een zeester uit de familie Pterasteridae.
De wetenschappelijke naam van de soort werd in 1933 gepubliceerd door Theodor Mortensen.